# Hergest Ridge
Hergest Ridge är ett musikalbum av Mike Oldfield. Albumet spelades in i The Manor våren 1974 och släpptes samma år. Namnet på albumet kommer från en plats i England som Oldfield kunde se från sitt hus medan albumet skrevs.

## Låtlista
1. "Part One" - 21:40
2. "Part Two" - 18:51

## Medverkande
- Mike Oldfield - de flesta instrument
- Terry Oldfield - Mikes bror, spelade träblåsinstrument
- June Whiting - Oboe
- Lindsay Cooper - Oboe (ej att förväxlas med den manlige Lindsay Cooper som spelade kontrabas på Tubular Bells)
- Ted Hobart - Trumpetare med klassisk bakgrund.
- Sally Oldfield - Sång
- Clodagh Simmonds - Sång